# Cidariplura nigristigmata
Cidariplura nigristigmata är en fjärilsart som beskrevs av John Henry Leech 1900. Cidariplura nigristigmata ingår i släktet Cidariplura och familjen nattflyn. Inga underarter finns listade i Catalogue of Life.